# ミュータント タートルズ:シュレッダーの復讐
『ミュータント タートルズ：シュレッダーの復讐』（ミュータント タートルズ：シュレッダーのふくしゅう、Teenage Mutant Ninja Turtles: Shredder's Revenge）は2022年発売のコンピュータゲーム。『ティーンエイジ・ミュータント・ニンジャ・タートルズ』（TMNT）を原作にしたベルトスクロールアクションゲーム。対応プラットフォームはNintendo Switch、PlayStation 4、Xbox One、PC（Windows、Linux）。
同年6月16日にダウンロード版発売。日本では8月25日にPS4/Switch版のみパッケージ版「スペシャルエディション」が発売。サウンドトラックCDとアクリルジオラマスタンドが特典として同梱される。

## 概要
1980年代版『ティーンエイジ・ミュータント・ニンジャ・タートルズ』の世界観をベースにしたゲーム作品。基本となるゲームデザインは、1992年発売の『ティーンエージ ミュータント ニンジャ タートルズ タートルズ イン タイム』などのゲーム作品をリスペクトしており、当時人気を博したベルトスクロールアクションゲーム風のシステムに加え、ピクセルアートスタイルによるレトロゲーム風のグラフィックが採用されている。
ゲームの開発は『スコット・ピルグリムVS.ザ・ワールド: ザ・ゲーム』などを手掛けた、元ユービーアイソフト社員たちで構成されたTribute Gamesが担当している。
発売から約1か月後に100万本の売り上げを達成。「The Game Awards 2022」BEST ACTION GAME部門、BEST MULTIPLAYER部門ノミネート。

## ストーリー
タートルズがテレビを見ていると、突如、ビーバップが放送をジャックする様子が映し出された。どうやら自由の女神に何かの細工をする模様。
フット団の首領シュレッダーが、ビーバップとロックステディにチャンネル6を襲撃させたらしい。タートルズはシュレッダーとクランゲの野望を阻止すべく、フット団に戦いを挑む。

## ゲームシステム
横スクロールのベルトスクロールアクションゲーム。ゲームモードは全てのステージを通してプレイする「アーケードモード」と、ステージクリアごとにセーブ可能で、ステージを戻ったり、セーブしたりできる「ストーリーモード」がある。
オフライン、またはオンラインでの協力プレイに対応しており最大6人での協力プレイが可能。味方にヒットポイント（HP）を分け与えたり、HPの無くなった味方を蘇生させることも可能。

## 登場キャラクター
日本国外版1987年テレビアニメシリーズを担当した当時のオリジナル声優が起用されている。なお、ボイスは全て英語で、日本語吹き替えは実装されていない。プロフィールのキャラクター設定は原作や他のシリーズ基準である。
レオナルド (Leonardo)
声 - カム・クラーク
青い鉢巻をしたタートルズのリーダー。真面目で責任感が強い性格。
武器は2本の刀。バランスの取れた性能。
ラファエロ (Raphael)
声 - ロブ・ポールセン
赤い鉢巻をしたタートルズのメンバー。好戦的な性格の熱血漢。
武器は2本のサイ。射程は短いがパワーが強い。
ドナテロ (Donatello)
声 - Barry Gordon
紫の鉢巻をしたタートルズのメンバー。優れた頭脳を持つ発明家。
武器は棒。射程は長いがスピードが遅い。
ミケランジェロ (Michelangelo)
声 - タウンゼンド・コールマン
オレンジ色の鉢巻をしたタートルズのメンバー。お調子者のムードメーカー。
武器はヌンチャク。射程は短いがスピードが速い。
エイプリル・オニール (April O'Neil)
声 - Katherine Slingsby
スクープを探している女性記者。タートルズたちの協力者の一人。
武器は持たずにパンチやキック、ヒップアタックといった格闘で戦うが、攻撃によってはカメラを振り回したりもする。スピードは速いがパワーが低い。
スプリンター (Splinter)
声 - Sean Gurnsey
タートルズの師匠にあたるネズミ人間。忍術や武士道に通じ、自他ともに厳しい性格。一方でお茶目な部分もある。
武器は杖と爪。スピードは遅いがパワーが強い。
ケイシー・ジョーンズ (Casey Jones)
声 - Darren Worts
条件を満たすと使用可能になる隠しキャラクター。タートルズたちの協力者の一人。1987年版ではほとんど登場しないゲストキャラクターである。
武器はバットやゴルフクラブなどのスポーツ用品。バランスの取れたパワーとスピードに加え、射程も長い。